# Cnemaspis quattuorseriata
Cnemaspis quattuorseriata är en ödleart som beskrevs av  Richard Sternfeld 1912. Cnemaspis quattuorseriata ingår i släktet Cnemaspis och familjen geckoödlor. Inga underarter finns listade i Catalogue of Life.